# Джузеппе Баццані
 Джузеппе Баццані (італ. Giuseppe Bazzani) — італійський (мантуанський) художник і викладач з півночі країни доби пізнього бароко і рококо венеціанського зразка першої половини XVIII ст.

## Біографія
Джузеппе Баццані походив з забезпеченої родини ювеліра Джованні Баццані.  Перші навички малювання та призвичаєння до художньої творчості син отримав у батька. Опанування художнього фаху він продовжив в майстерні Джованні Канті (1653–1715) в місті Парма. Учнем Джованні Канті був також художник Франческо Марія Райнері, що став приятелем Баццані. Джованні Канті був переважно пейзажистом та полюбляв батальний жанр, тобто тяжів до академічної манери в живопису. Сам Канті і сам Франческо Райнері залюбки використовували різноманітні ракурси. Все це помітно вплинуло на чутливого до чужих художніх знахідок Баццані, що дивуватиме оточення і замовників як нетерплячістю, так і надзвичайно вільним стилем живопису, майже хаотичним в своїй сміливості. Він наче починав нудьгувати, якщо створення картини затримувалося. Частка його картин справляла на глядачів враження ескізів чи незавершеності. В XX ст., коли ескізність почали поціновувати, авторитет Джованні Баццані піднявся до рівня таких авторитетних митців як Алессандро Маньяско, Франческо Гварді, Федеріко Бенкович.
Баццані також широко використовував темні фарби і різноманітні ракурси облич і фігур, нехай це були і найважливіші персонажі релігійного твору — Христос, Богородиця, жінка-свята. І це тоді, коли академічна манера наполягала на ясній побудові твору, врівноваженості композиції, ясному відтворенні і доброму освітленні облич біблійних героїв. У Баццані були і врівноважені, і ясно освітлені композиції (Мадонна з немовлям, Переконання апостола Фоми), але навіть в них використані різноманітні ракурси, закрученість фігур, що додавало композиціям рухливості, своєрідної грації, такої привабливої для всіх майстрів доби рококо.
Більшу частину свого життя Джузеппе Баццані провів у Мантуї, де й була зосереджена більша частина його релігійних творів, стінописів у місцевих палацах (стінописи на тему  «Історія Александра Македонського» в палаці д'Арко, Мантуя), портретів його роботи. 
Художник був забезпеченим, але бездітним. В похилому віці він всиновив свого учня Доменіко Конті, що додав до свого прізвища Баццані. Конті-Баццані (1740–1815) згодом перебрався на працю у Рим і був вже прихильником класицизму в римському його варіанті.

## «Оплакування Христа» як приклад шедевру Баццані

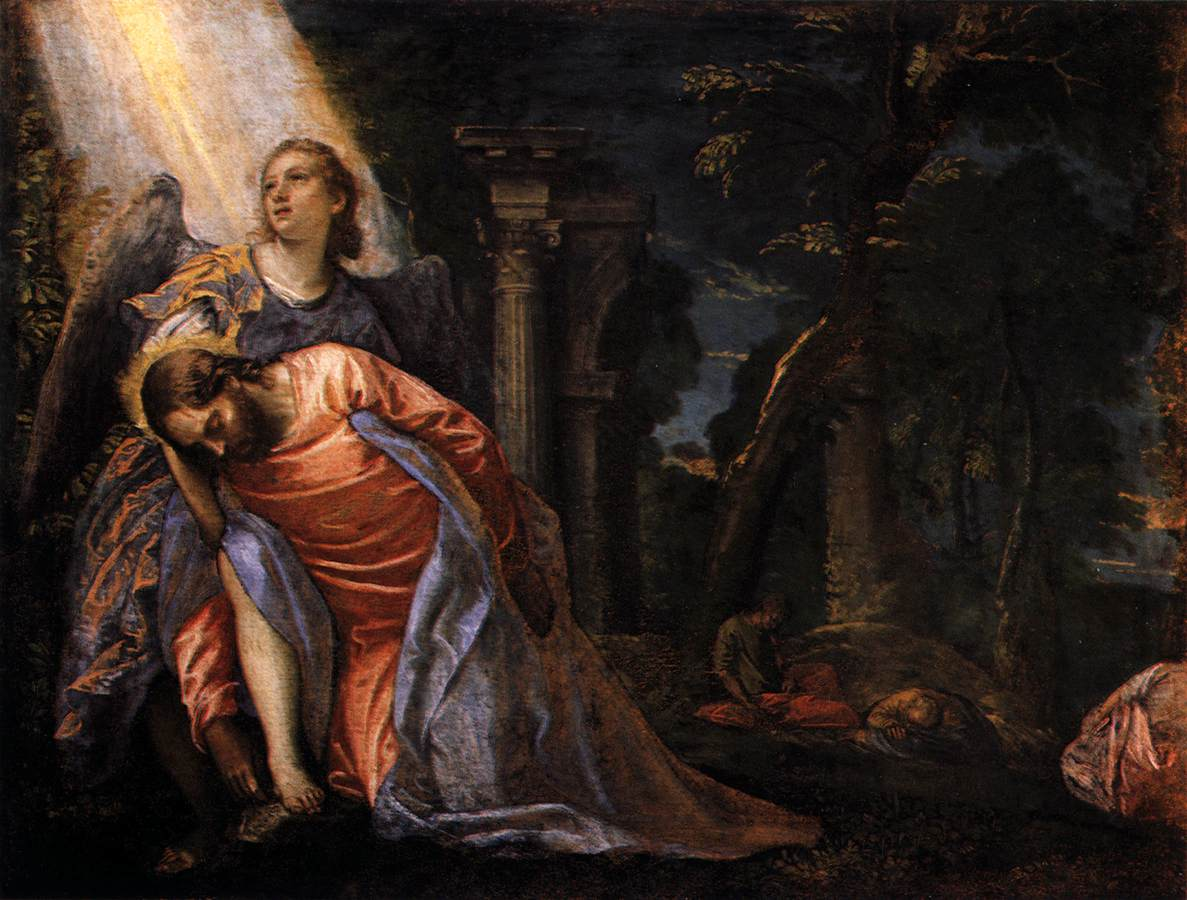
Паоло Веронезе. Христос в Гетсиманському саду з янголом, (1584 р.), пізній твір Веронезе. Пінакотека Брера, Мілан.

В творах Баццані є впливи ранніх творів фламандця Пітера Пауля Рубенса. Це не дивно, бо в молоді роки Рубенс попрацював саме в Північній Італії. Але Баццані мав власне тяжіння до яскравих картин Паоло Веронезе. Особливо він виділяв пізню, темну манеру венеціанського корифея, де панують сутінки, а промені світла вихоплювали лише найважливіші деталі картин чи біблійних персонажів. Вже Паоло Веронезе наважився затемнювати обличчя найважливіших фігур в релігійних образах, навіть якщо це обличчя Богородиці. Цю особливість темної манери Веронезе творчо використовував і Джузеппе Баццані, що затемнював і обличчя янголів, і обличчя самого Христа, якщо того вимагав його художній задум. Сміливий Баццані ніколи не відмовлявся і від чорної фарби, якою так старанно нехтувала більшість прихильників рококо.
Шедевром майстра стала біблійна картина «Оплакування Христа» (створена ним в темній манері Веронезе), котра потрапила в катедральний собор Мантуї. Надто сміливий ракурс голови Христа — зробив його обличчя майже невидимим. Своєрідно освітлене лише його тіло гімнаста, наче побите батогами. Такі сміливі і водночас такі делікатні мазки чорної фарби на жовто-тілесному можна знайти хіба що в картинах шедеврах того ж Паоло Веронезе. Грайливе рококо у Баццані позбавлялось легковажності і наповнювалося драмами реального життя.

## Обрані твори
- Автопортрет з учнем, овал, музей Франческо Гонзага, Мантуя
- Серія картин «Пори року» або «Сезони», Національний музей Швеції, Стокгольм
- Динарій Кесаря, Музей мистецтв, Сан Дієго, США
- Смерть дружини царя Персії Дарія, палацо д'Арко, Мантуя
- Стінописи в палаццо д'Арко, Мантуя, «Історія Александра Македонського»
- Поцілунок Іуди, Спрінгфілд, штат Массачусетс, США
- Екстаз Св. Терези Авільської, Музей образотворчих мистецтв (Будапешт), Угорщина
- Портрет невідомого дворянина, овал, приватна збірка
- Святий Антоній Падуанський з Христом немовлям, Національна галерея (Лондон)
- Винищення немовлят царем Іродом, Державний художній музей, Копенгаген, Данія
- Хрещення в Йордані, церква Сан Джованні дель Доссо
- Моління про чашу (Христос у Гетсиманському саду), Уффіці, Флоренція
- Хресний шлях Христа, церква Сан Барнаба, Мантуя
- Оплакування Христа з Марією Магдалиною, різні варіанти (Катедральний собор, Мантуя )
- Видіння Святого Ромуальда,  церква Сан Барнаба, Мантуя
- Введення Марії у храм, ДМОМ, Москва
- Відпочинок Святої Родини на шляху до Єгипту, Музей Венеції 18 століття
- Переконання апостола Фоми, Художній музей університету Аризони, США
- Мадонна з немовлям.
- Естаз святої жінки (близько 1750 р.), князівський палац, Мантуя

## Галерея

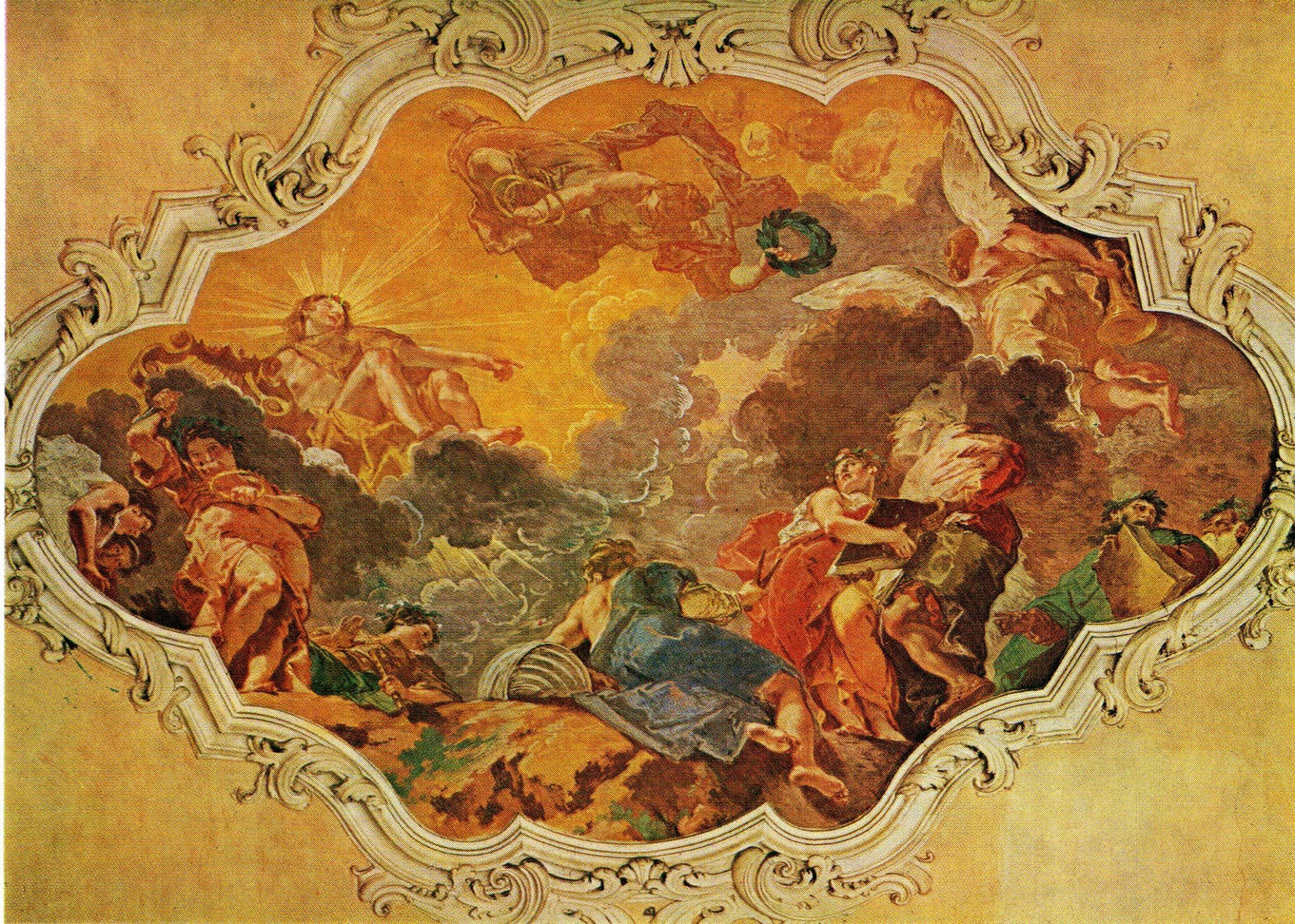
Джузеппе Баццані. «Аполлон в оточенні муз», плафон(живопис) в палаці Кавріані, Мантуя

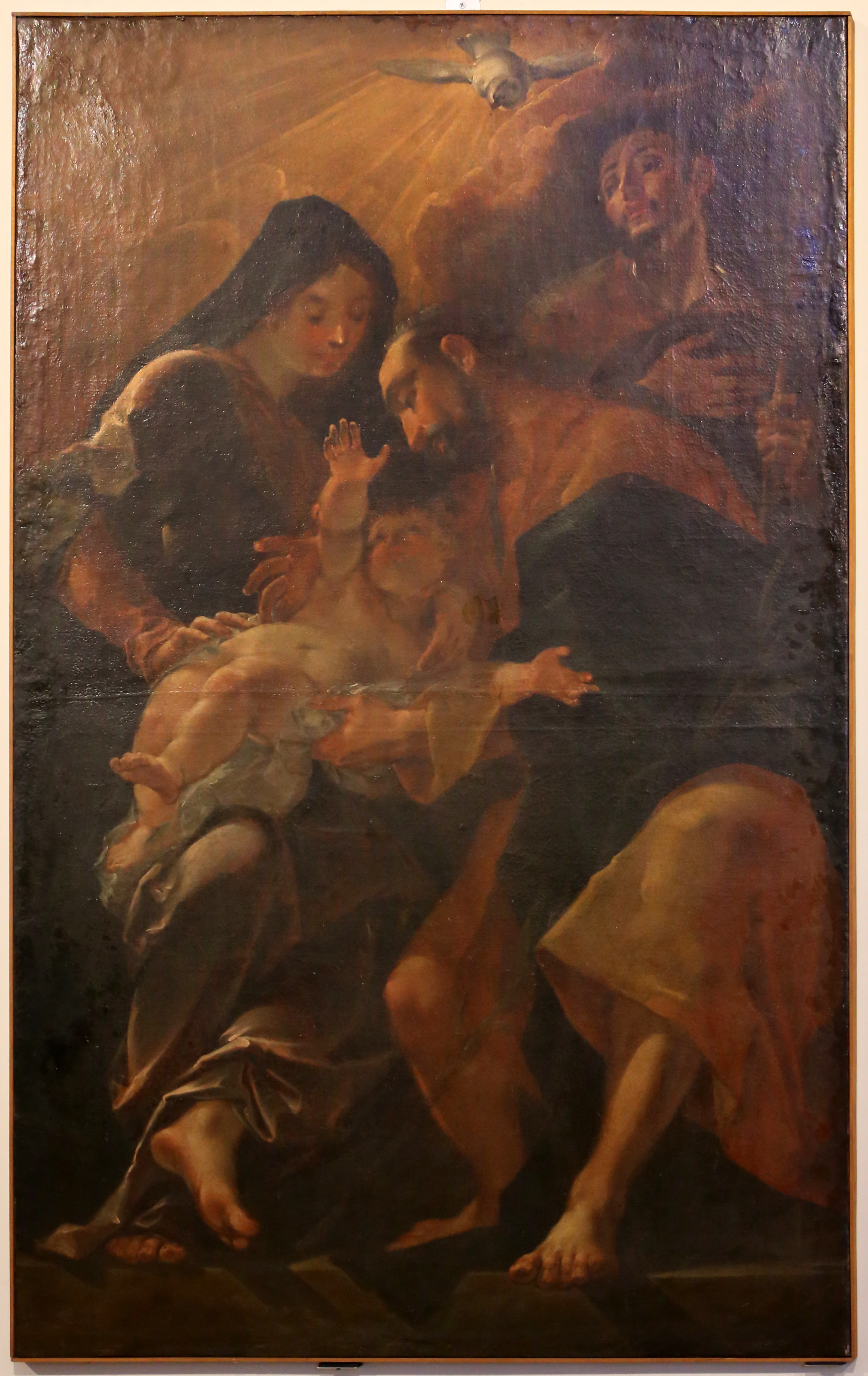
Джузеппе Баццані. Свята Родина зі Святим Рохом.

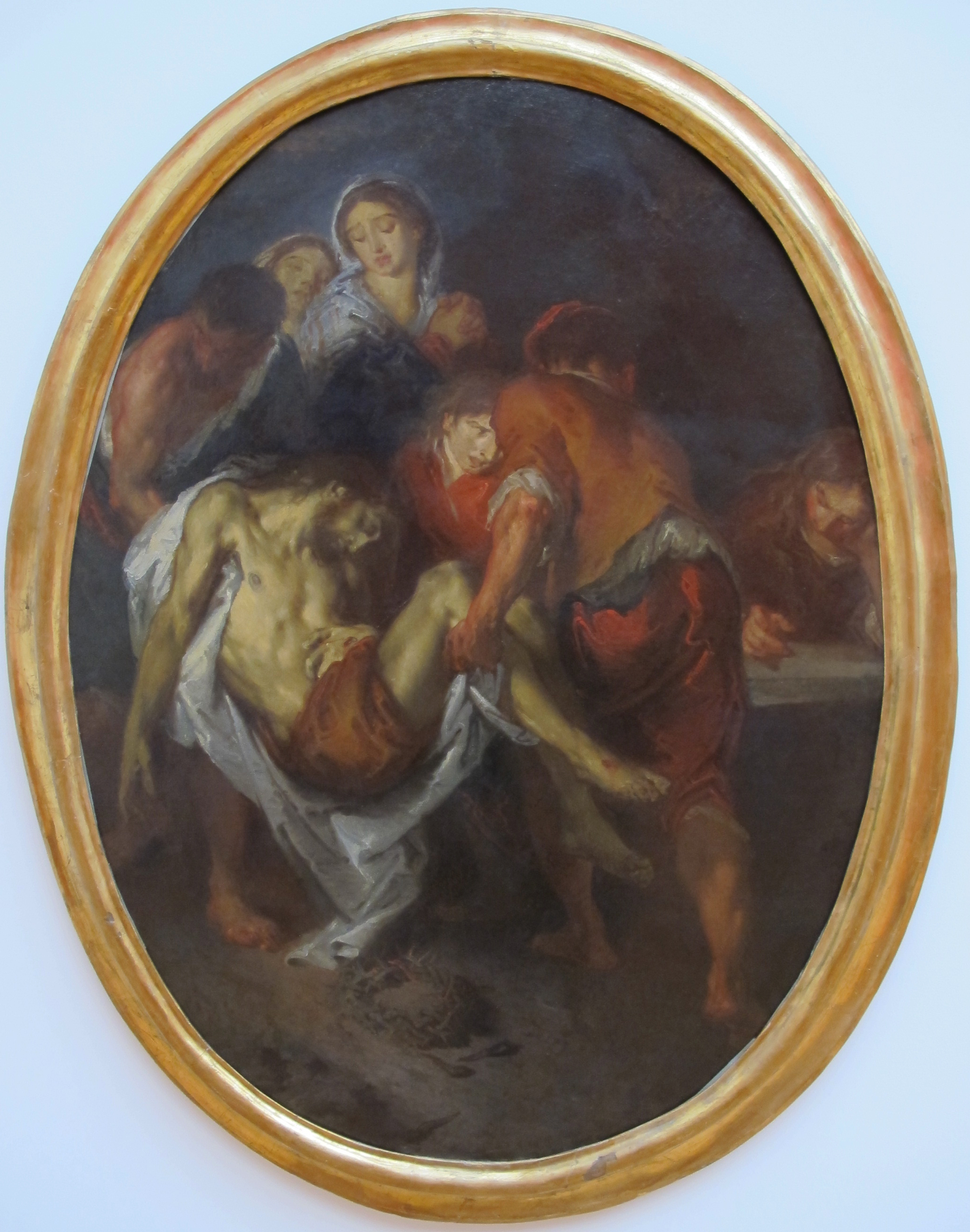
Джузеппе Баццані. Покладання Христа у труну, Художній музей, Лейпциг, Німеччина
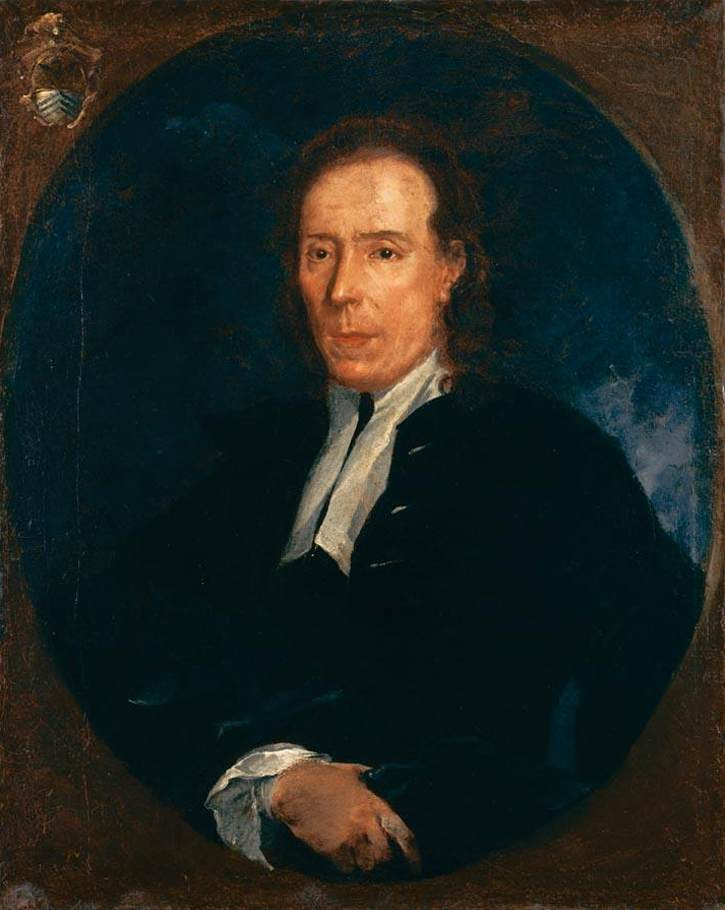
Джузеппе Баццані. Портрет невідомого дворянина, овал, приватна збірка
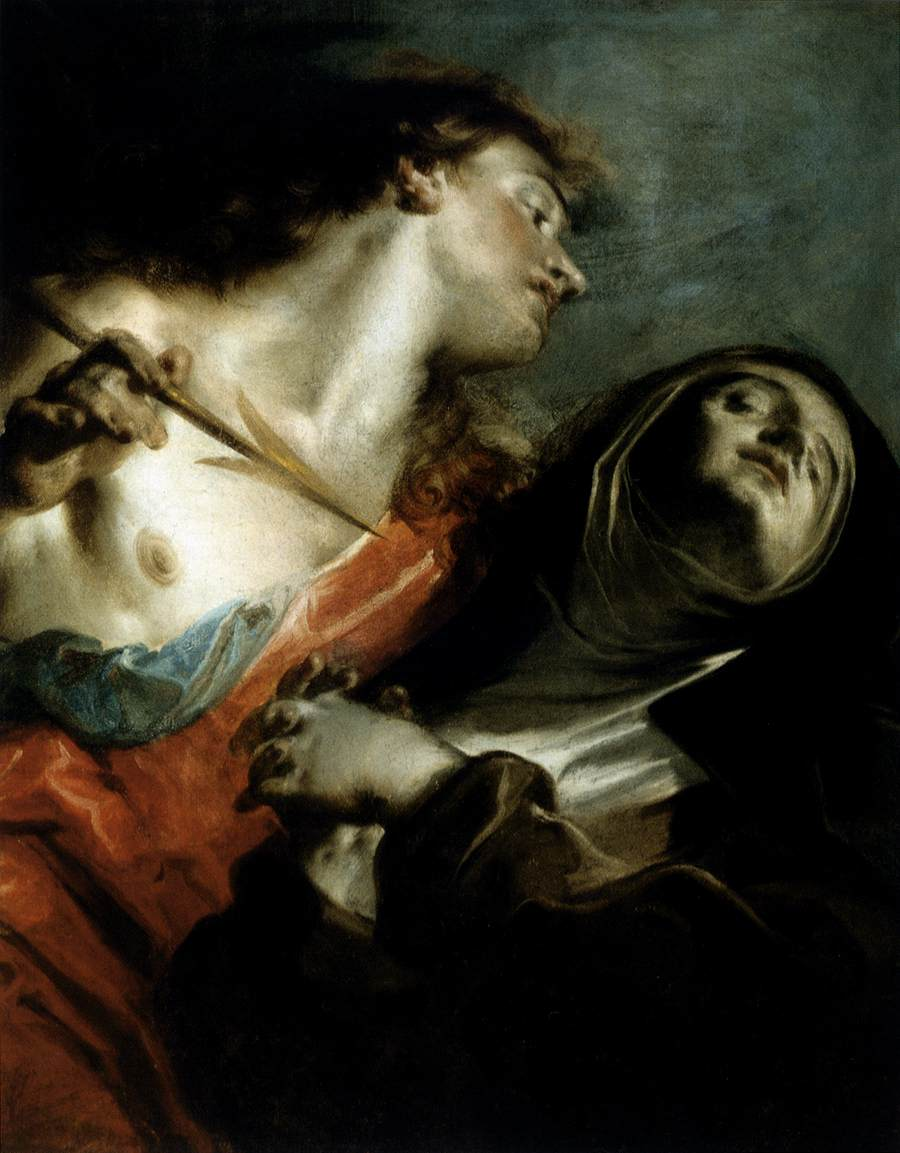
Джузеппе Баццані. Екстаз Св. Терези Авільської, Музей образотворчих мистецтв (Будапешт), Угорщина
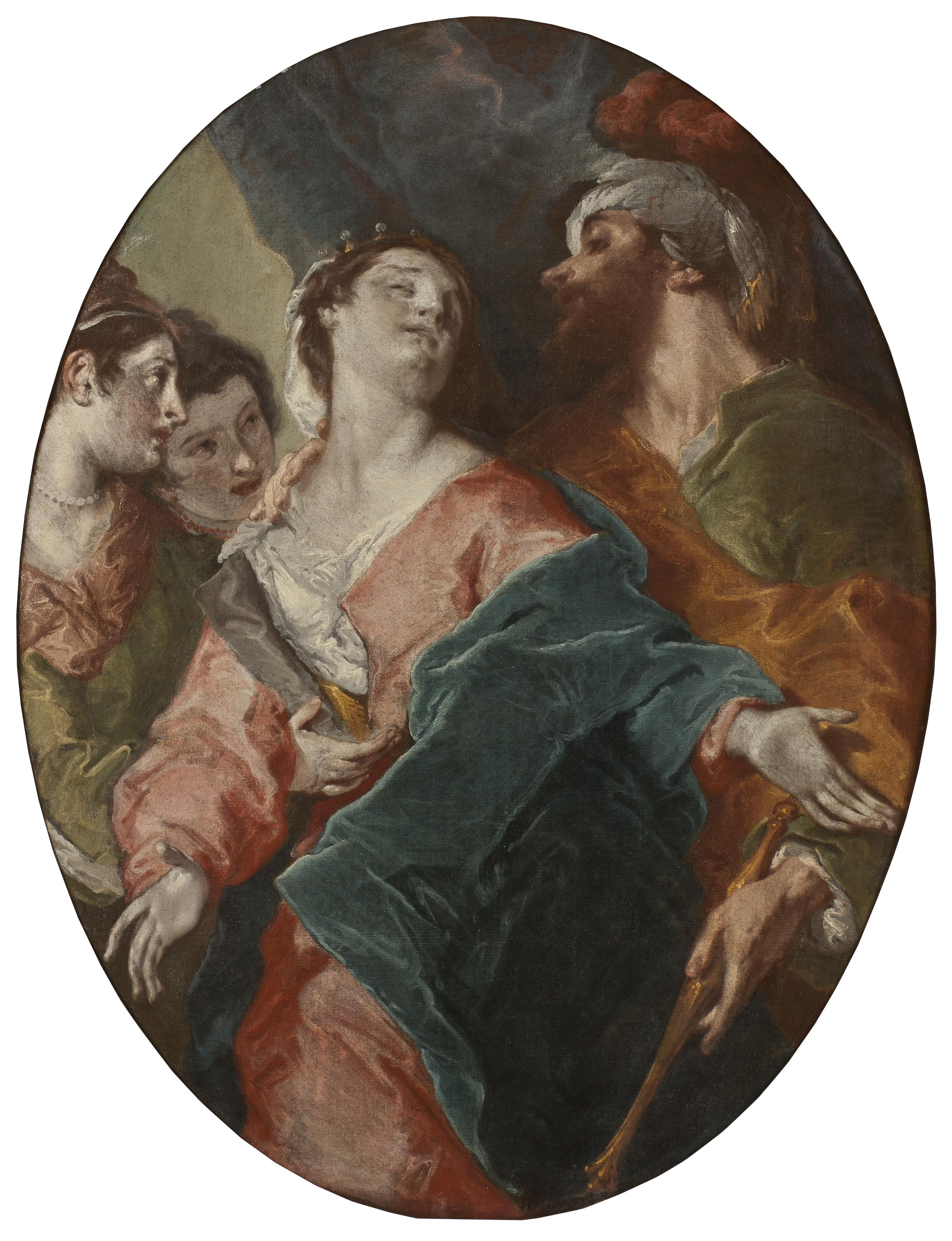
Джузеппе Баццані. Есфір та Агасфер, Національний музей Швеції
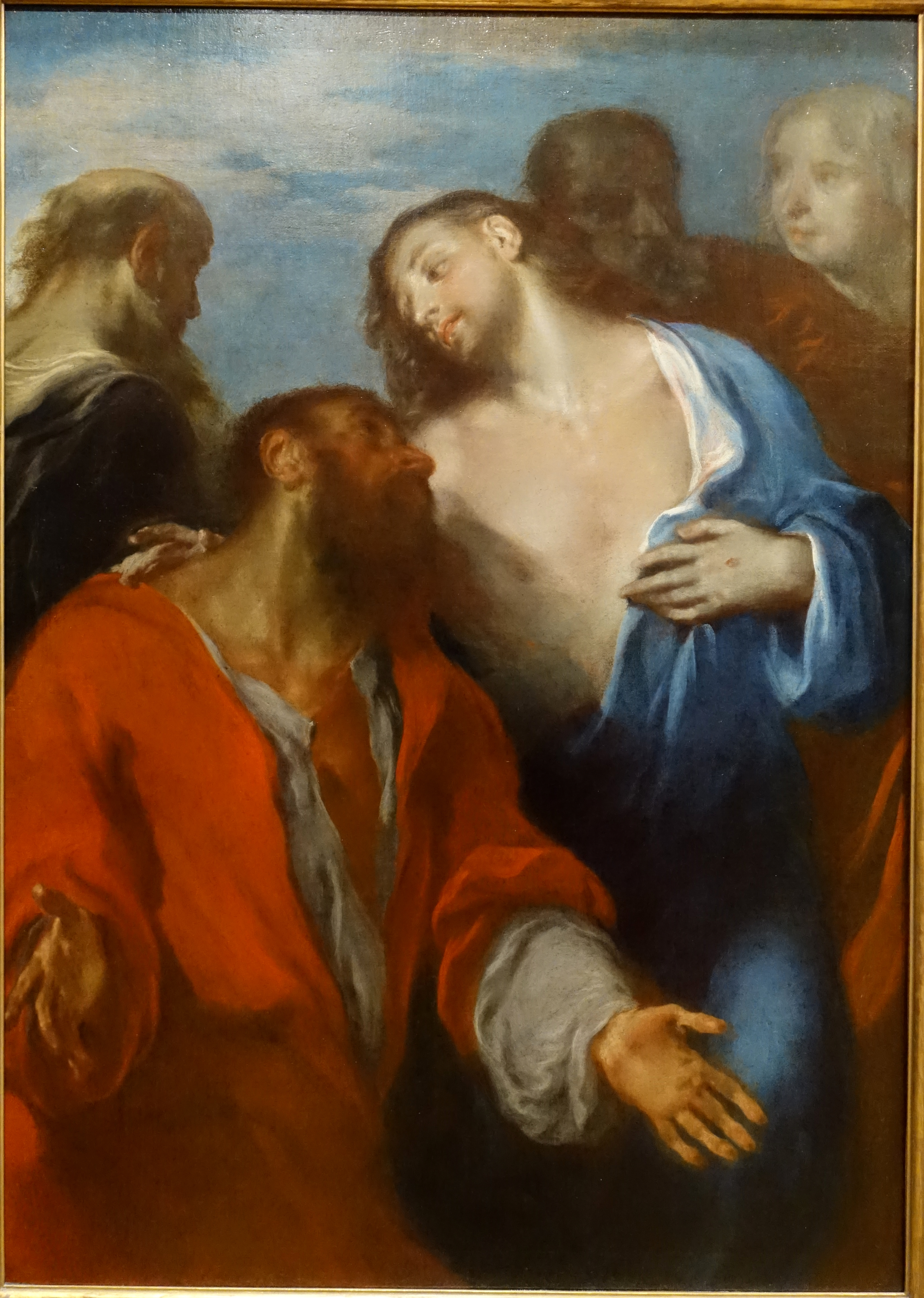
Джузеппе Баццані.  Переконання апостола Фоми, Художній музей університету Аризони, США
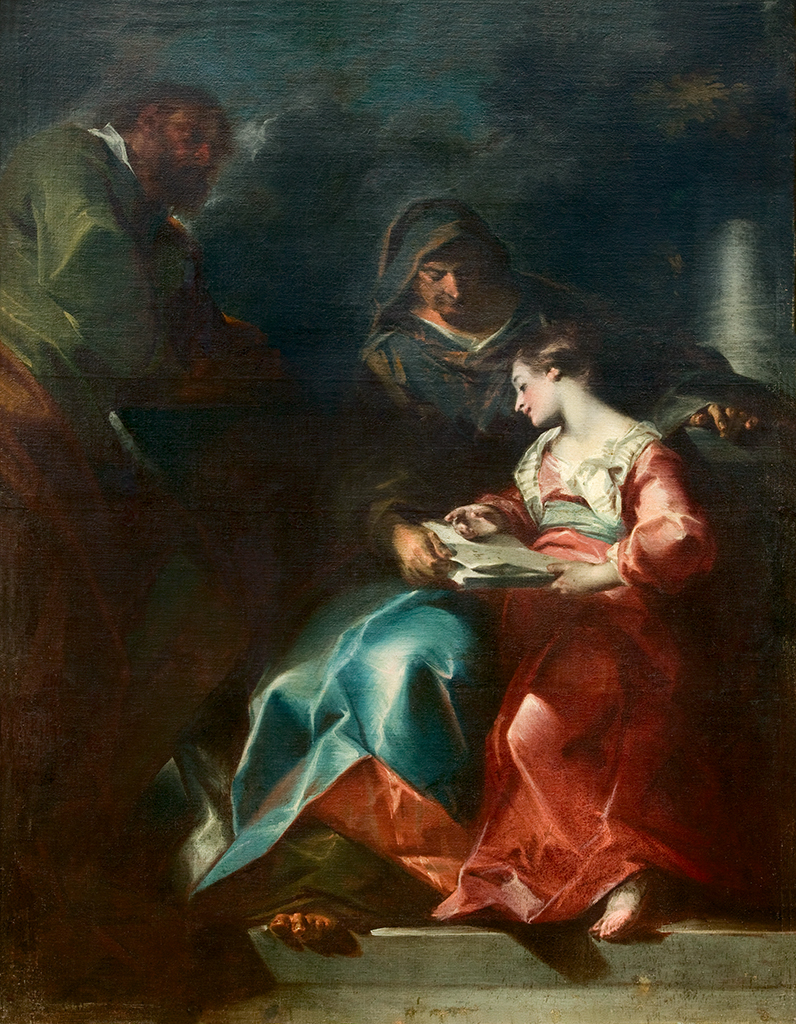
Джузеппе Баццані. Виховання Марії, майбутньої Богородиці
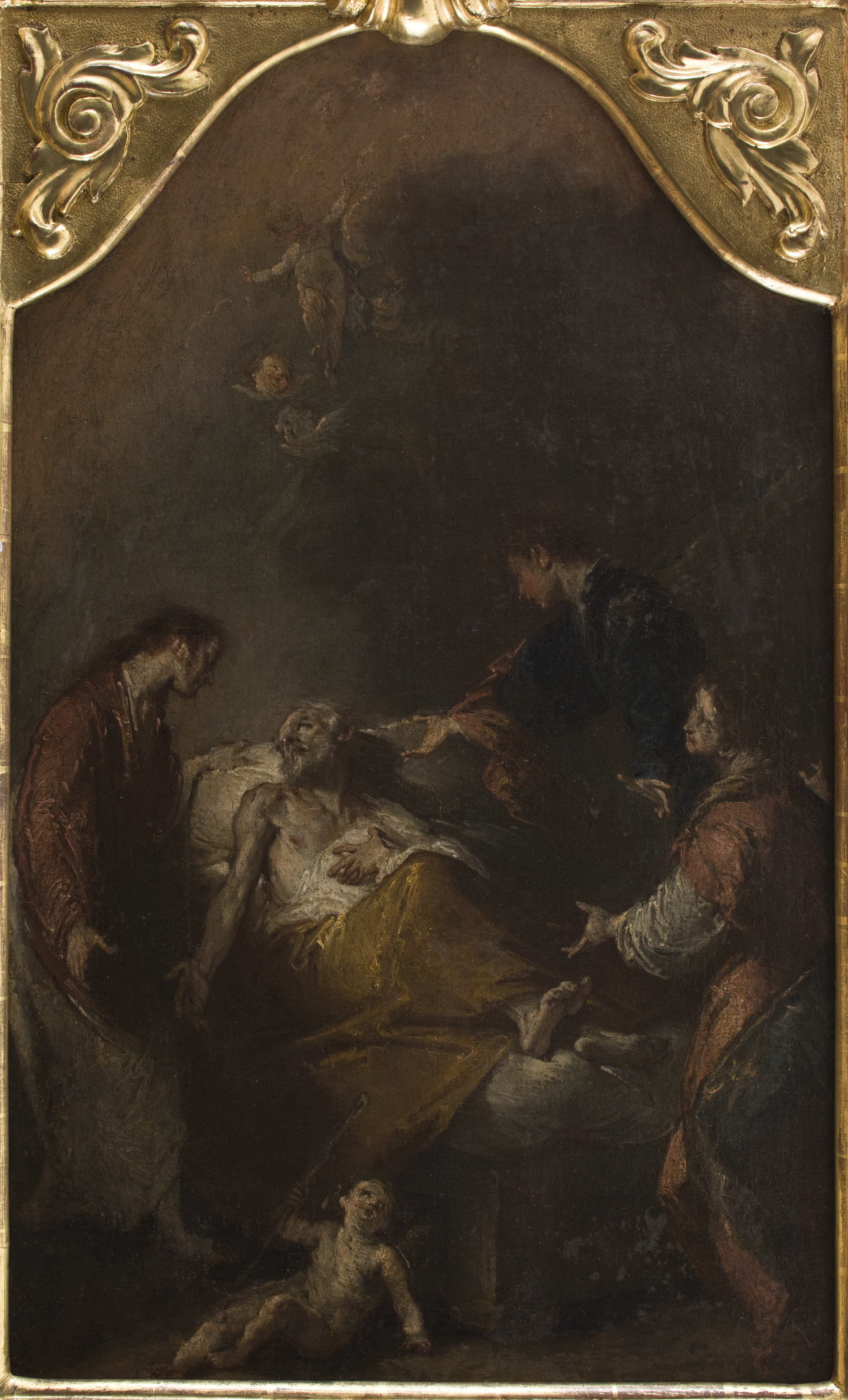
Джузеппе Баццані. Смерть Святого Йосипа, земного батька Христа, Національний музей (Краків), Польща
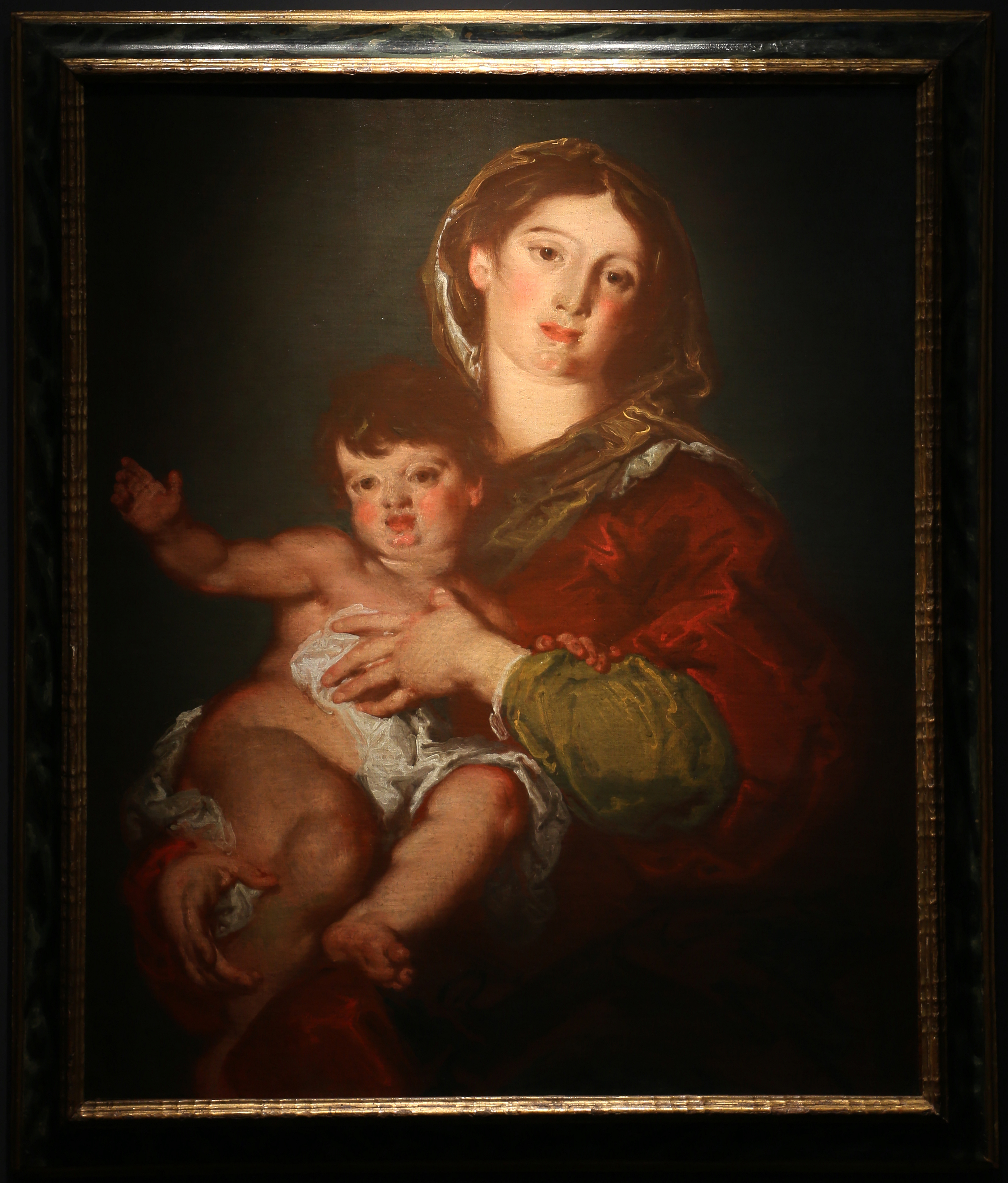
Джузеппе Баццані. Мадонна з немовлям.